# Балдычева, Нина Викторовна
Нина Викторовна Балдычева (также: Нина Фёдорова, Нина Балдычева-Фёдорова) (18 июля 1947, Травино, Псковская область, РСФСР, СССР — 27 января 2019, Санкт-Петербург, Россия) — советская лыжница. Принимала участие в соревнованиях с 1970 по 1980 год. Чемпион Олимпийских игр 1976 года, двукратный чемпион мира (1970, 1974).

## Спортивные достижения
Завоевала 3 медали на Зимних олимпийских играх: золото в эстафете 4x5 км (1976), серебро в эстафете 4x5 км (1980) и бронзу в гонке на 5 км (1976).
Также завоевала 3 медали на чемпионатах мира международной федерации лыжного спорта: 2 золотых медали (3 x 5 км: 1970, 4 x 5 км: 1974) и одну бронзовую (5 км: 1970).
9-кратный чемпион СССР: 5 км (1971), эстафета 4х5 км (1969, 1970, 1971, 1972, 1973, 1975, 1976, 1979).
Умерла 27 января 2019 года в Мариинской больнице Санкт-Петербурга.

## Награды
- Два ордена «Знак Почёта» (10.05.1976[3]; 09.04.1980[4])
- Заслуженный мастер спорта СССР (1970).